# 5 000 mètres masculin aux championnats du monde d'athlétisme 2022
Pour des articles plus généraux, voir Championnats du monde d'athlétisme 2022 et 5 000 mètres aux championnats du monde d'athlétisme.
Navigation
Doha 2019 Budapest 2023
L'épreuve du 5 000 mètres masculin des championnats du monde de 2022 se déroule les 21 et 24 juillet 2022 au sein du stade Hayward Field à Eugene, aux États-Unis.

## Mimimas de qualification
Le minima de qualification est fixé à 13 min 13 s 50, la période de qualification est comprise entre le 27 juin 2021 et le 26 juin 2022.

## Résultats

### Finale
| Rang               | Athlète            | Pays        | Temps    | Notes |
| ------------------ | ------------------ | ----------- | -------- | ----- |
| Médaille d'or      | Jakob Ingebrigtsen | Norvège     | 13:09.24 |       |
| Médaille d'argent  | Jacob Krop         | Kenya       | 13:09.98 |       |
| Médaille de bronze | Oscar Chelimo      | Ouganda     | 13:10.20 | SB    |
| 4                  | Luis Grijalva      | Guatemala   | 13:10.44 | SB    |
| 5                  | Mohammed Ahmed     | Canada      | 13:10.46 |       |
| 6                  | Grant Fisher       | États-Unis  | 13:11.65 |       |
| 7                  | Nicholas Kipkorir  | Kenya       | 13:11.97 |       |
| 8                  | Yomif Kejelcha     | Éthiopie    | 13:12.09 |       |
| 9                  | Joshua Cheptegei   | Ouganda     | 13:13.12 |       |
| 10                 | Daniel Ebenyo      | Kenya       | 13:16.64 |       |
| 11                 | Abdihamid Nur      | États-Unis  | 13:18.05 |       |
| 12                 | Selemon Barega     | Éthiopie    | 13:19.62 |       |
| 13                 | Muktar Edris       | Éthiopie    | 13:24.67 |       |
| 14                 | Marc Scott         | Royaume-Uni | 13:41.04 |       |
| 15                 | Sam Parsons        | Allemagne   | 13:45.89 |       |

### Séries
Les 5 premiers de chaque série (Q) et le 5 meilleurs temps (q) se qualifient pour la finale.
| Rang | Série | Athlète                       | Pays             | Temps    | Notes |
| ---- | ----- | ----------------------------- | ---------------- | -------- | ----- |
| 1    | 2     | Jacob Krop                    | Kenya            | 13:13.30 | Q     |
| 2    | 2     | Jakob Ingebrigtsen            | Norvège          | 13:13.92 | Q     |
| 3    | 2     | Luis Grijalva                 | Guatemala        | 13:14.04 | Q, SB |
| 4    | 2     | Yomif Kejelcha                | Éthiopie         | 13:14.87 | Q     |
| 5    | 2     | Mohammed Ahmed                | Canada           | 13:15.17 | Q     |
| 6    | 2     | Daniel Ebenyo                 | Kenya            | 13:15.17 | q     |
| 7    | 2     | Muktar Edris                  | Éthiopie         | 13:21.19 | q     |
| 8    | 2     | Marc Scott                    | Royaume-Uni      | 13:22.54 | q     |
| 9    | 1     | Oscar Chelimo                 | Ouganda          | 13:24.24 | Q     |
| 10   | 1     | Grant Fisher                  | États-Unis       | 13:24.44 | Q     |
| 11   | 1     | Selemon Barega                | Éthiopie         | 13:24.44 | Q     |
| 12   | 1     | Joshua Cheptegei              | Ouganda          | 13:24.47 | Q     |
| 13   | 1     | Abdihamid Nur                 | États-Unis       | 13:24.48 | Q     |
| 14   | 2     | Sam Parsons                   | Allemagne        | 13:24.50 | q     |
| 15   | 1     | Nicholas Kipkorir Kimeli      | Kenya            | 13:24.56 | q     |
| 16   | 1     | Telahun Haile Bekele          | Éthiopie         | 13:24.77 |       |
| 17   | 2     | Merhawi Mebrahtu              | Érythrée         | 13:24.89 |       |
| 18   | 2     | William Kincaid               | États-Unis       | 13:25.02 |       |
| 19   | 1     | Ky Robinson                   | Australie        | 13:27.03 |       |
| 20   | 1     | Andrew Butchart               | Royaume-Uni      | 13:31.26 | SB    |
| 21   | 1     | Sam Atkin                     | Royaume-Uni      | 13:34.36 |       |
| 22   | 1     | Adel Mechaal                  | Espagne          | 13:36.48 |       |
| 23   | 1     | Geordie Beamish               | Nouvelle-Zélande | 13:36.86 |       |
| 24   | 1     | Narve Gilje Nordås            | Norvège          | 13:37.14 |       |
| 25   | 2     | Hamish Carson                 | Nouvelle-Zélande | 13:37.62 |       |
| 26   | 1     | Soufiyan Bouqantar            | Maroc            | 13:37.69 |       |
| 27   | 1     | Charles Philibert-Thiboutot   | Canada           | 13:38.80 |       |
| 28   | 1     | Maximilian Thorwirth          | Allemagne        | 13:43.02 |       |
| 29   | 1     | Altobeli da Silva             | Brésil           | 13:43.80 | SB    |
| 30   | 1     | Adriaan Wildschutt            | Afrique du Sud   | 13:44.32 |       |
| 31   | 2     | Hyūga Endō                    | Japon            | 13:47.07 |       |
| 32   | 2     | Peter Maru                    | Ouganda          | 13:47.65 |       |
| 33   | 1     | Mohamed Mohumed               | Allemagne        | 13:52.00 |       |
| 34   | 2     | Lesiba Precious Mashele       | Afrique du Sud   | 13:52.37 |       |
| 35   | 2     | Matthew Ramsden               | Australie        | 13:52.90 |       |
| 36   | 1     | Jamal Abdelmaji Eisa Mohammed | Modèle:ART       | 14:02.79 | SB    |
| 37   | 2     | Hicham Akankam                | Maroc            | 14:05.11 |       |
| 38   | 2     | Yaseen Abdalla                | Soudan           | 14:15.59 |       |
| 39   | 1     | Nursultan Keneshbekov         | Kirghizistan     | 14:15.59 |       |
| 40   | 2     | Kieran Tuntivate              | Thaïlande        | 14:19.28 |       |
| 41   | 2     | Jethro Saint-Fleur            | Aruba            | 16:04.46 | PB    |
|      | 2     | Ali Hissein Mahamat           | Tchad            |          | DNS   |

## Légende
Records et Performances
- AR : Record continental (area record)
- CR : Record des championnats (championship record)
- MR : Record du meeting (meet record)
- NR : Record national (national record)
- OR : Record olympique (olympic record)
- PR : Record paralympique (paralympic record)
- PB : Record personnel (personal best)
- SB : Meilleure performance personnelle de la saison (season's best)
- WL : Meilleure performance mondiale de l'année (world leader)
- WJR : Record du monde junior (world junior record)
- WR : Record du monde (world record)

Circonstances et Conditions
- DNF : N'a pas terminé (did not finish)
- DNS : N'a pas pris le départ (did not start)
- DQ : Disqualification (disqualification)
- NM : Aucun essai valable enregistré (No Mark)
- Q : Qualifié « directement » au prochain tour (ou à la prochaine compétition), lors d'une compétition majeure, grâce au classement ou à la réalisation des minima (automatic qualifier)
- q : Qualifié au prochain tour (ou à la prochaine compétition), lors d'une compétition majeure, grâce au repêchage ou à la réalisation de l'une des meilleures performances parmi celles des « non qualifiés directement » (grâce au meilleur temps ou à la meilleure distance par exemple) (secondary qualifier)